# Lend Me Your Husband (film 1924)
Lend Me Your Husband è un film muto del 1924 diretto da Christy Cabanne.

## Trama
Aline Stockton, una ricca ragazza dell'alta società, è fidanzata con Robert Towers. Aline, però, si lascia coinvolgere in una storia con Henry Seton, un uomo sposato dalla pessima reputazione. Per difendere la reputazione dell'amica Jenny, la figlia del giardiniere, che è stata sedotta da Seton, Aline lascia credere che Seton abbia circuito lei, salvando così Jenny che voleva suicidarsi.
La verità alla fine verrà rivelata e Robert si riconcilierà con la fidanzata innocente.

## Produzione
Il film fu prodotto dalla C.C. Burr Productions Inc.

## Distribuzione
Il film uscì nelle sale cinematografiche statunitensi il 15 giugno 1924.